# Cavall Marwari
El cavall Marwari o Malani és una raça de cavall de la regió de Marwar (o Jodhpur) a l'Índia. Són cavalls d'aspecte àrab, molt valents i tradicionalment usats com a cavalls de guerra. Tenen les orelles corbades cap a dins i es presenten en tots els pelatges.

## Característiques

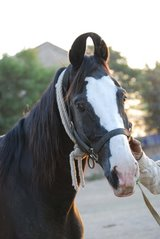
Orelles característiques dels Marwari. Corbades cap a dins, l'una contra l'altra. Les puntes s'arriben a tocar.

Els cavalls Marwari són d'una alçada de 152-163 cm per terme mitjà. Els animals de diferents regions presenten alçades molt variables que van des dels 142 cm fins als 173 cm. El perfil del cap és recte. Les orelles són relativament llargues i girades cap a dins, amb les puntes en contacte. El coll és esvelt i allargat, arrelat en un pit ample i amb les espatlles bastant rectes. Generalment, el dors és allargat i la gropa caiguda. Les extremitats són més aviat primes. Els unglots són petits i ben formats.
Els pelatges són molt variats. A part dels quatre "fonamentals" (negre, bru, castany i sor), poden ser diluïts crema simples (palomino, falb crema…) o dobles (crem, perlí, negre-crem, bru-crem). També hi ha pelatges tacats. Tots els pelatges anteriors, si el cavall té en el seu genoma un "patró" tacat, presenten taques blanques afegides.
En igualtat de condicions els cavalls liarts són els més preuats, seguits dels tacats. Les marques blanques singulars, les taques blanques a la cara o bausans, es consideren de bon averany. Contràriament (segons fonts no confirmades) els pelatges negres s'associen amb la malastrugança. Els cavalls amb pelatges "blancs" sembla que no s'admeten en el llibre genealògic de la raça, un contrasentit segurament iniciat en èpoques anteriors en què hom ignorava molts detalls de la genètica de pelatges. Els pelatges "blancs" poden ser diluïts crema homozigòtics (inevitables si la dilució crema és acceptada com de raça pura) o "tacats de blanc extremats" (menys feqüents que els anteriors però possibles entre els patrons tacats). La decisió de no admetre cavalls "blancs" és menys comprensible encara, si hom considera que els cavalls "blancs" es crien expressament a l'Índia per motius religiosos ("Ashvamedha").
Els cavall Marwari són resistents i frugals. D'una gran rusticitat, poden criar-se sense cures especials amb una alimentació reduïda.
Pel que fa al caràcter, la seva valentia proverbial sovint va associada amb un temperament difícil.
Els Marwaris són molt semblants als Kathiawaris, una altra raça de l'Índia, amb la que comparteixen història i característiques (físiques i psíquiques). Les diferències físiques es limiten a l'alçada, més gran en els Kathiawaris, i petits detalls facials. L'origen geogràfic és diferent.
Els Marwari tenen, generalment, una pas amblador natural anomenat revaal, aphcal, or rehwal.
Els criadors de Marwaris es fixen molt en els remolins del pelatge. Consideren que la seva forma i posició indiquen qualitats o defectes amagats. Als cavalls amb remolins llargs al coll els anomenen devman i als que tenen remolins espirals per sota dels ulls anusudhal. Els primers se suposen beneficiosos i els altres tot al contrari. Els remolins a les articulacions del garró, per damunt del travador, es consideren portadors de victòria. Algunes parts del cavall han de tenir les proporcions correctes, basades en l'amplada d'un dit (avaluada en 5 grans d'ordi).

## Història
Els Marwari són resultat de l'encreuament de cavallets nadius amb cavalls àrabs importats des de temps molt antics.
Un dels exemplars més famosos de la raça fou Chetak o Cetak, l'estaló "blau", que va salvar la vida al seu amo en una batalla.

## Aptituds i usos
Tot i tractar-se d'un cavall de sella, el Marwari s'usa com a cavall de bast, de tir lleuger i en altres feines agrícoles. Per la seva capacitat d'aprenentatge i una tendència a exhibir-se aquesta raça és molt adequada per a la doma clàssica. Sovint s'usen per a la pràctica del polo. En festes locals, cerimònies i casaments és freqüent veure cavalls Marwari profusament adornats que "ballen" al so de la música. De fet són ensinistrats per a aquesta tasca. Hi havia una subraça, la Natchni, actualment extinta, suposadament "nascuda per a ballar".